# Championnat de Chypre de football 2006-2007
Navigation
Saison précédente Saison suivante
La saison 2006-2007 du Championnat de Chypre de football était la 69e édition du championnat de première division de Chypre. Les 14 meilleurs clubs du pays se retrouvent au sein d'une poule unique, la Cypriot First Division, où ils s'affrontent deux fois, à domicile et à l'extérieur. À l'issue du championnat, les trois derniers du classement sont directement relégués en D2 et remplacés par les trois meilleurs clubs de deuxième division.
C'est l'APOEL Nicosie qui remporte la compétition en terminant en tête du championnat. C'est le 19e titre de champion de Chypre de l'histoire du club.

## Les 14 clubs participants
| - Omonia Nicosie - Olympiakos Nicosie - AEL Limassol - Anorthosis Famagouste - APOEL Nicosie - Apollon Limassol - AEK Larnaca | - AE Paphos - Promu de D2 - Enosis Neon Paralimni - Nea Salamina Famagouste - Ethnikos Achna - Ayia Napa FC - Promu de D2 - Digenis Morphou - Aris Limassol - Promu de D2 |

## Compétition

### Classement
Le barème utilisé pour établir le classement est le suivant :
- Victoire : 3 points
- Match nul : 1 point
- Défaite : 0 point

| Rang | Équipe                  | Pts | J  | G  | N  | P  | Bp | Bc | Diff |
| ---- | ----------------------- | --- | -- | -- | -- | -- | -- | -- | ---- |
| 1    | APOEL Nicosie           | 64  | 26 | 20 | 4  | 2  | 59 | 22 | +37  |
| 2    | Omonia Nicosie          | 57  | 26 | 18 | 3  | 5  | 62 | 22 | +40  |
| 3    | Anorthosis Famagouste C | 53  | 26 | 16 | 5  | 5  | 42 | 20 | +22  |
| 4    | Ethnikos Achna          | 37  | 26 | 10 | 7  | 9  | 38 | 33 | +5   |
| 5    | EN Paralimni            | 35  | 26 | 10 | 5  | 11 | 31 | 27 | +4   |
| 6    | Apollon Limassol T      | 35  | 26 | 10 | 5  | 11 | 35 | 36 | -1   |
| 7    | AEK Larnaca             | 34  | 26 | 8  | 10 | 8  | 33 | 33 | 0    |
| 8    | Aris Limassol P         | 32  | 26 | 9  | 5  | 12 | 39 | 58 | -19  |
| 9    | AEL Limassol            | 30  | 26 | 8  | 6  | 12 | 31 | 42 | -11  |
| 10   | Nea Salamina Famagouste | 30  | 26 | 7  | 9  | 10 | 32 | 41 | -9   |
| 11   | Olympiakos Nicosie      | 28  | 26 | 6  | 10 | 10 | 24 | 36 | -12  |
| 12   | Digenis Morphou         | 25  | 26 | 5  | 10 | 11 | 23 | 41 | -18  |
| 13   | Ayia Napa FC P          | 20  | 26 | 4  | 8  | 14 | 26 | 41 | -15  |
| 14   | AE Paphos P             | 18  | 26 | 3  | 9  | 14 | 21 | 45 | -24  |

|  | Qualification pour la Ligue des clubs champions 2007-2008                              |
|  | Qualification pour la Coupe UEFA 2007-2008                                             |
|  | Qualification pour la Coupe Intertoto 2007                                             |
|  | Relégation en Cypriot Second Division                                                  |
|  | T : Tenant du titre C : Vainqueur de la Coupe de Chypre P : Promu de deuxième division |

## Bilan de la saison
| Championnat de Chypre de football 2006-2007                     |                           |
| Champion                                                        | APOEL Nicosie (19e titre) |
| Coupes et trophées                                              |                           |
| Vainqueur de la Coupe de Chypre 2006-2007                       | Anorthosis Famagouste     |
| Vainqueur de la Supercoupe de Chypre                            | Apollon Limassol          |
| Qualifications continentales                                    |                           |
| Ligue des clubs champions 2007-2008 (1er tour de qualification) | APOEL Nicosie             |
| Coupe UEFA 2007-2008                                            | Anorthosis Famagouste     |
| Coupe UEFA 2007-2008                                            | Omonia Nicosie            |
| Coupe Intertoto 2007                                            | Ethnikos Achna            |
| Promotions et relégations                                       |                           |
| Promus en Cypriot First Division                                | Alki Larnaca              |
| Promus en Cypriot First Division                                | Doxa Katokopia            |
| Promus en Cypriot First Division                                | APOP Kinyras Peyias FC    |
| Relégués en Cypriot Second Division                             | Digenis Morphou           |
| Relégués en Cypriot Second Division                             | Ayia Napa FC              |
| Relégués en Cypriot Second Division                             | AE Paphos                 |